# 波焦菲奥里托
波焦菲奥里托（義大利語：Poggiofiorito），是意大利基耶蒂省的一个市镇。总面积9平方公里，人口982人，人口密度109.1人/平方公里（2009年）。ISTAT代码为069067。